# Novovoznesenka, Sînelnîkove
Novovoznesenka (în ucraineană Нововознесенка) este un sat în așezarea urbană Rozdorî din raionul Sînelnîkove, regiunea Dnipropetrovsk, Ucraina.

## Demografie
Componența lingvistică a localității Novovoznesenka
     Ucraineană (100%)
Conform recensământului din 2001, toată populația localității Novovoznesenka era vorbitoare de ucraineană (100%).